# Taba (Egipto)
Taba (en árabe: طابا‎) es una pequeña ciudad egipcia ubicada cerca del extremo norte del golfo de Áqaba, en la gobernación de Sinaí del Sur. Taba es el lugar donde se encuentra el cruce fronterizo más concurrido de Egipto con Eilat (Israel). Es un lugar vacacional frecuente para locales y turistas, especialmente los que viajan desde Israel hacia otros destinos en Egipto. Es el balneario más septentrional de la Riviera del mar Rojo en Egipto.

## Área protegida de Taba
Situada al suroeste de Taba, es un área protegida de 3590 km² que incluye formaciones geológicas como cuevas, una serie de valles y pasadizos montañosos. También hay algunos manantiales naturales en la zona. El área cuenta con 25 especies de mamíferos, 50 especies de aves y 24 especies de reptiles.

## Galería

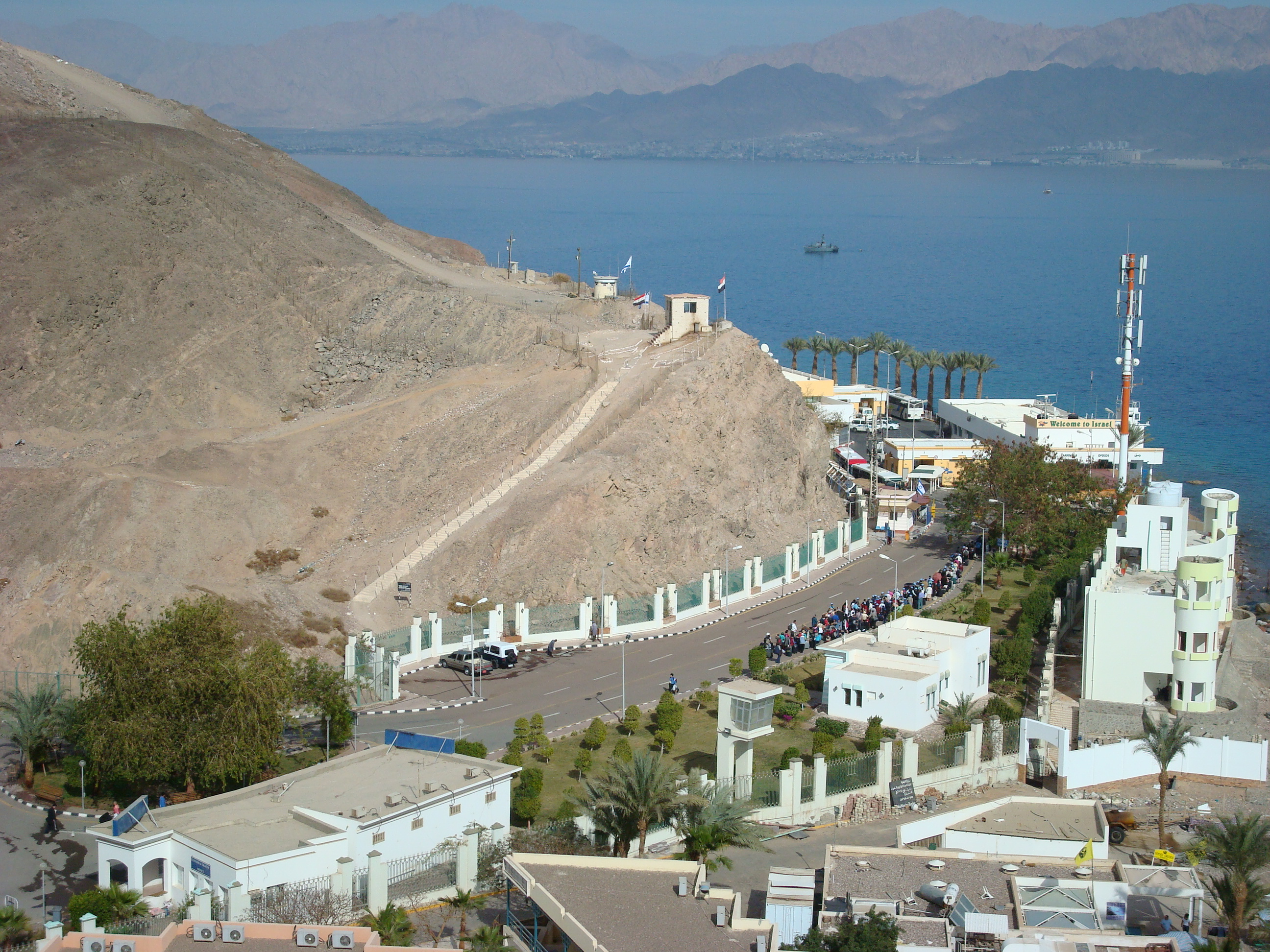
Cruce fronterizo de Taba
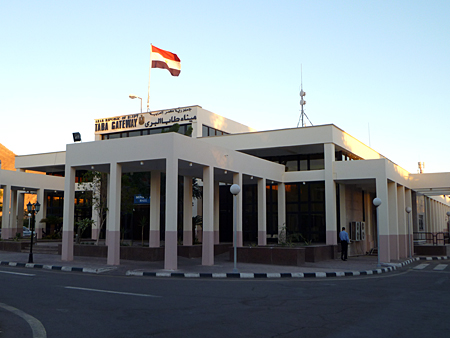
Cruce fronterizo de Taba (diciembre de 2010)
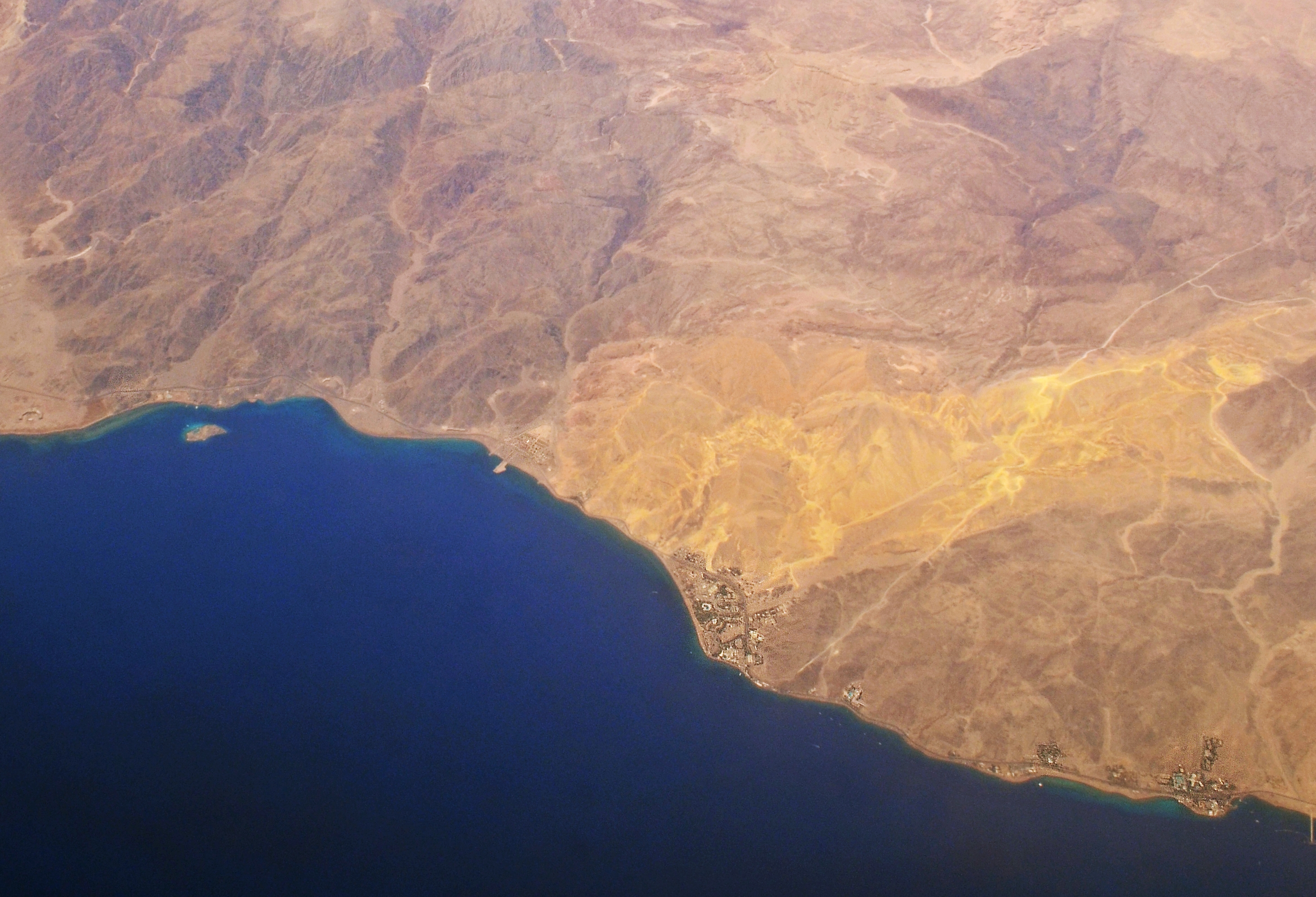
Taba desde el espacio
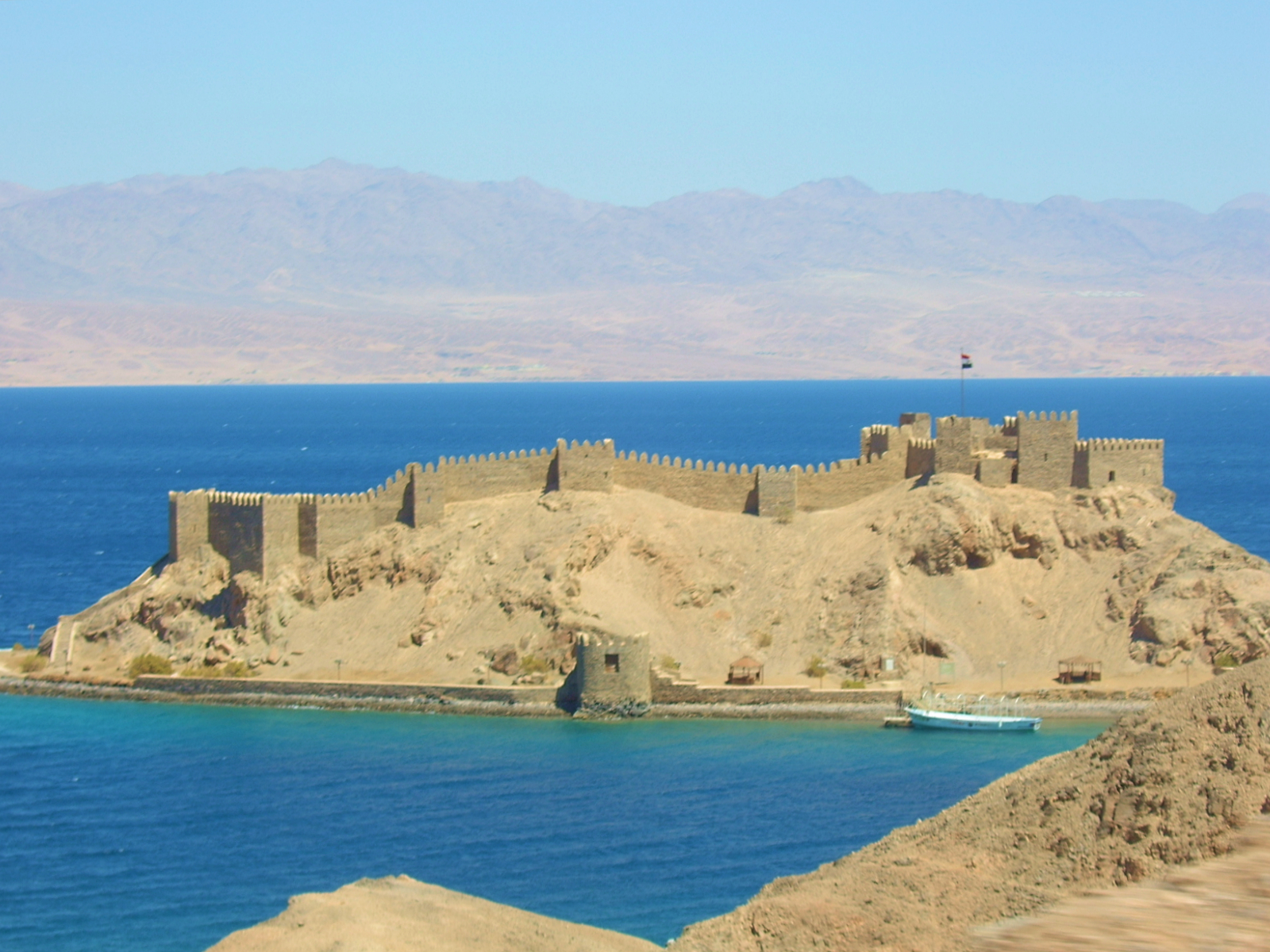
Isla del Faraón
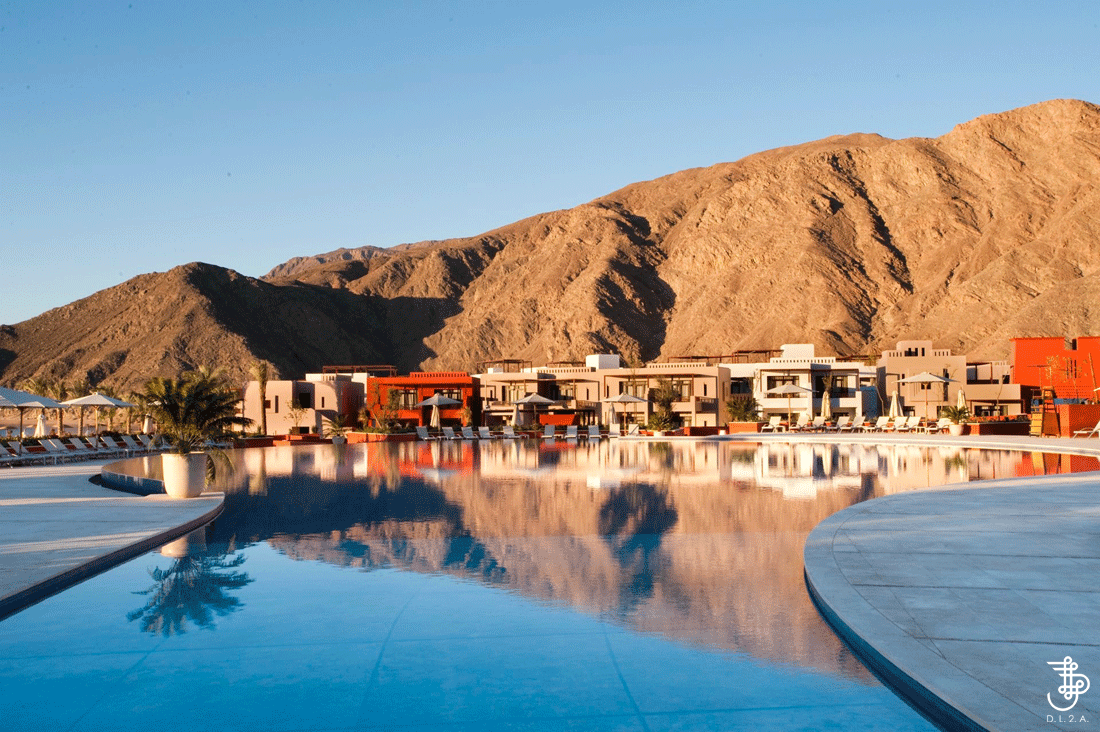
Bahía de Taba
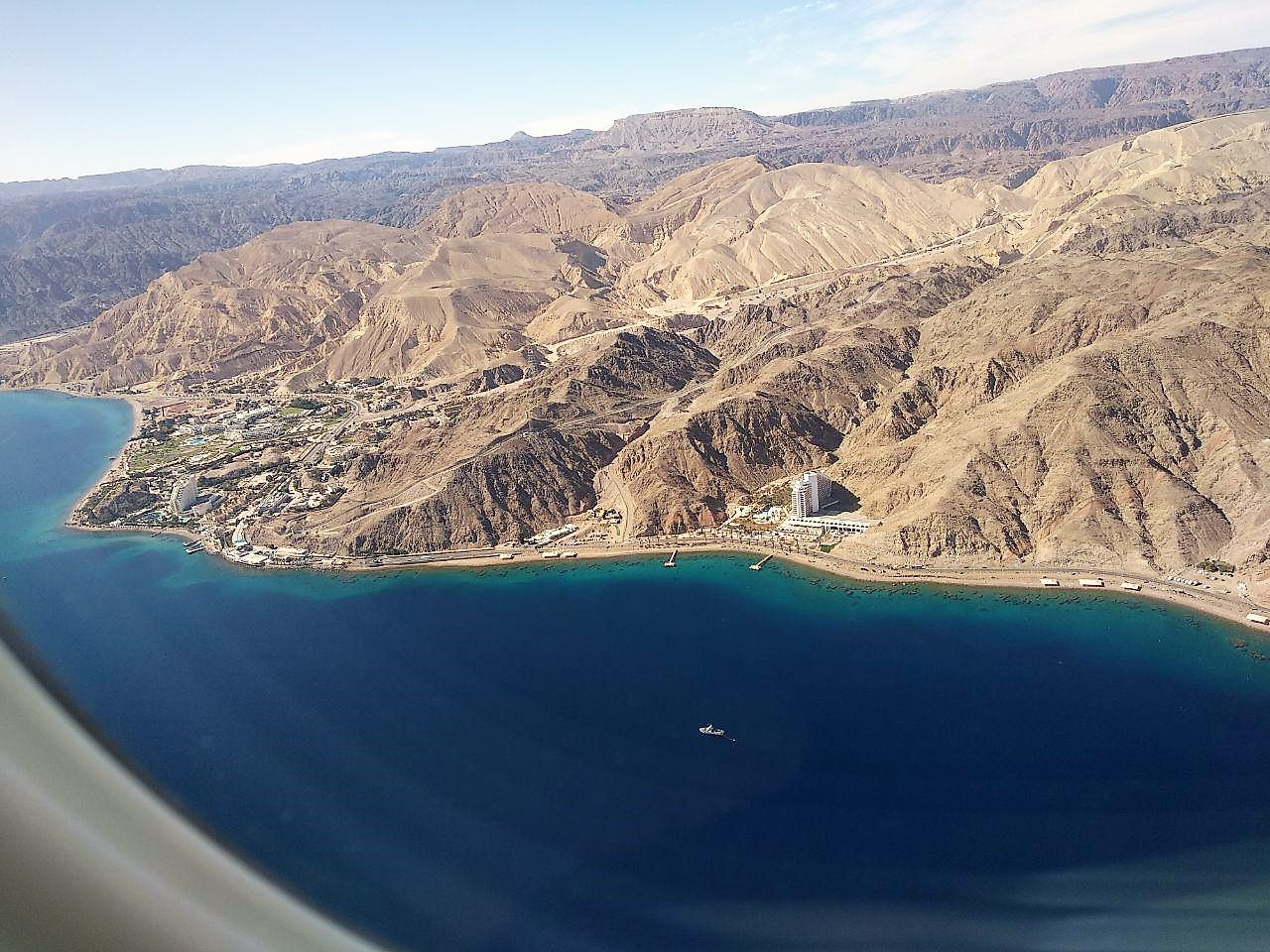
Foto aérea de Taba